# Ariège (rivière)
Pour les articles homonymes, voir Ariège et Oriège.
L'Ariège est une rivière du Sud-Ouest en France, affluent (rive droite) de la Garonne. 
Elle prend sa source dans les Pyrénées à 2 400 m d'altitude dans le cirque de Font-Nègre, département français des Pyrénées-Orientales, et rejoint la Garonne au sud de Toulouse, à hauteur de Portet-sur-Garonne (département de la Haute-Garonne), après un parcours de 162,9 km dont une partie marque la frontière entre l'Andorre et la France.
Elle a donné son nom au département de l'Ariège.

## Étymologie
L'Ariège (Aurigera) tire son nom de l'orpaillage que les Gaulois y pratiquaient.
En 849, on trouve le nom de fluvium Arega qui deviendra Aregia en 968. Dès le XVe siècle, on trouve dans la rivière des sables aurifères qui provoqueront une "ruée vers l'or" qui sera règlementée dès 1470 et qui entrainera une modification du nom de la rivière qui passera en latin Aurigera en 1540 et en français Oriege en 1565. Le géographe Coulon écrira même en 1644 : l'Auriege prend son nom des sables d'or. En réalité, le premier nom Arega est issu d'une racine indo-européenne *ar(e)-g, « brillant, blanchâtre », munie du suffixe -ia, pour qualifier la couleur de l'eau qui charrie, depuis sa source, des débris brillants de granites, schistes et quartz. La première attestation de la forme occitane actuelle date de 1445 : lo fluvi la Ariege.

## Géographie

### Un parcours montagnard

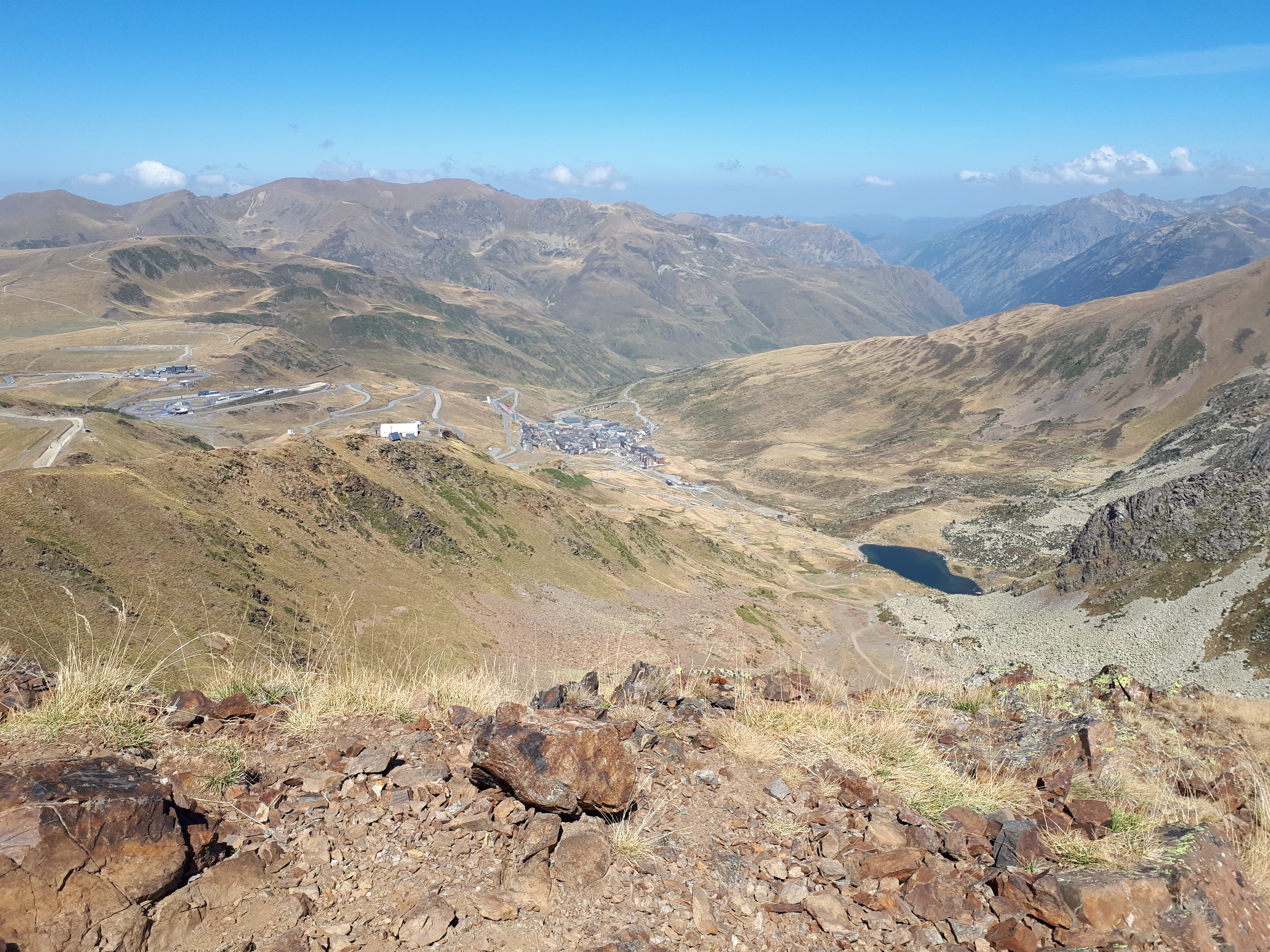
Estany de Font Negra (ou Abelletes) - la source de l'Ariège. Ensuite la rivière passe par le Pas de la Casa avant de descendre dans sa vallée en auge en direction de Tarascon et Foix.

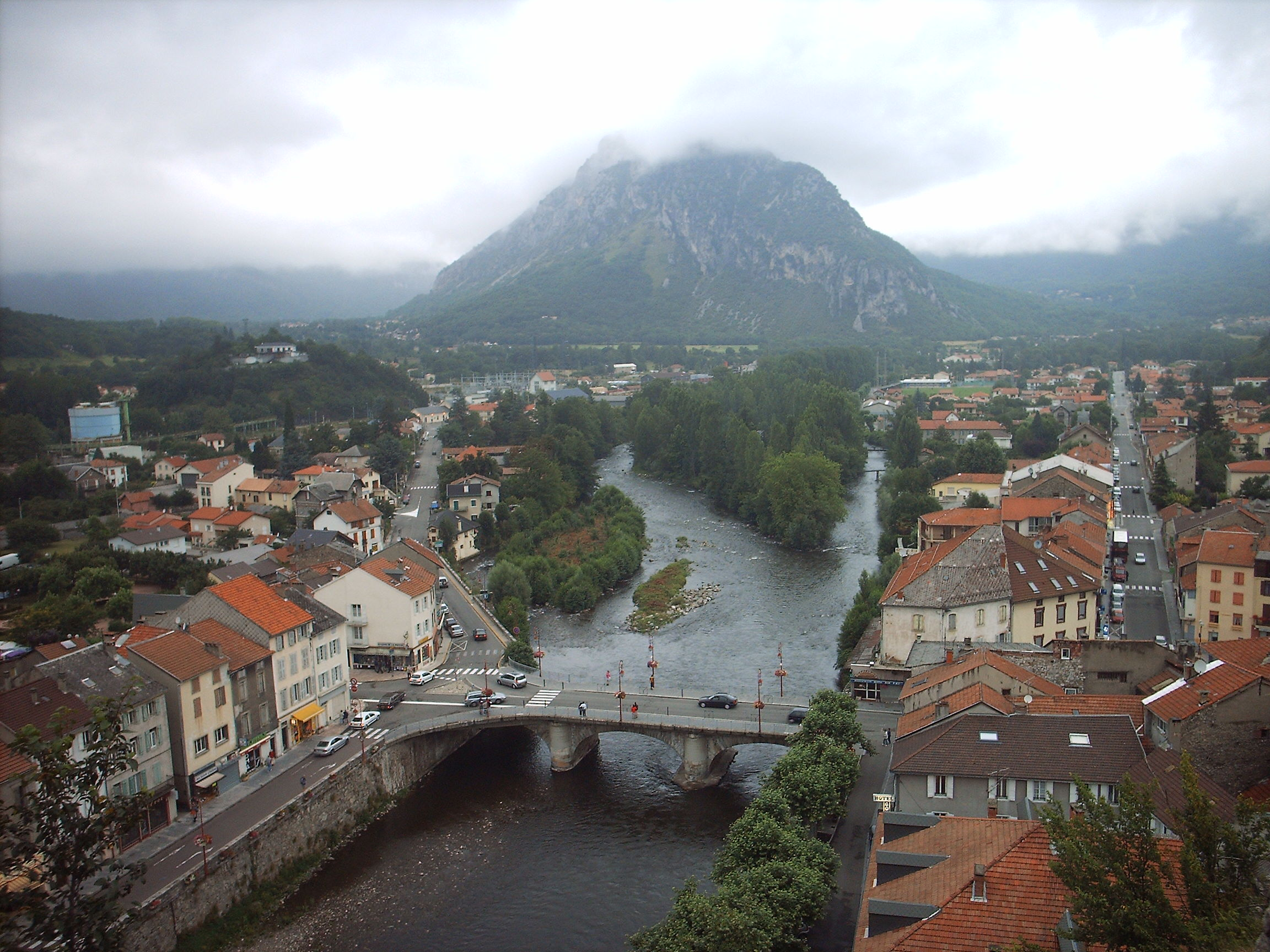
L'Ariège à Tarascon-sur-Ariège.

L'Ariège prend sa source dans le cirque de Font Nègre, à de 2 430 m d'altitude, dans le département français des Pyrénées-Orientales, commune de Porta. Rapidement, elle sert à marquer la frontière entre l'Andorre et la France jusqu'à un tripoint situé à 1 590 m d'altitude où elle entre définitivement en France, ainsi que dans le département auquel elle donne son nom.
Coulant d'abord vers le nord-est dans une vallée étroite et souvent en gorges profondes, elle arrive à Ax-les-Thermes, où son parcours s'oriente au nord-ouest en même temps qu'elle reçoit sur sa rive droite les eaux de l'Oriège et de la Lauze, deux torrents descendus comme elle de la crête frontière et qui doublent son débit, lequel atteint alors environ 10 m3/s.
Dans son cours supérieur, elle suit un sillon d'érosion glaciaire qui s'élargit et change de direction à hauteur d'Ax-les-Thermes. Les traces de l'ancien glacier sont particulièrement remarquables jusqu'à Tarascon-sur-Ariège. Par les cluses de Foix et de Saint-Jean-de-Verges, l'Ariège tranche les chaînes calcaires du massif du Plantaurel et, gagnant la plaine de Pamiers que ses alluvions ont constituée, s'évade du domaine pyrénéen.
À l'aval d'Ax et jusqu'à Tarascon-sur-Ariège, la vallée s'élargit un peu et prend la forme d'une auge glaciaire à fond plat orientée sud-est/nord-ouest et calée entre les massifs frontaliers du Rulle et du Montcalm (3 077 m) au SO et le massif de Tabe (2 368 m) au nord-est.
Dans ce tronçon, l'Ariège coule presque sur le bord est de son bassin versant. Ainsi, alors que ses affluents de rive droite ne sont que de petits torrents descendus des flancs abrupts du massif de Tabe, ceux de la rive gauche sont plus puissants et comptent parmi eux trois artères majeures, collectant la fonte des neiges des hauts sommets et augmentant considérablement le débit de l'Ariège. Ce sont d'amont en aval, le Najar, l'Aston et le Vicdessos. Ce dernier rejoint l'Ariège à Tarascon-sur-Ariège et est l'affluent montagnard le plus important.
Juste après la confluence, le débit de l'Ariège atteint alors environ 35 m3/s et le cours prend son orientation définitive au nord. Dans le même temps la vallée se resserre alors que l'Ariège, rejoint par le Saurat et la Courbière sur sa rive gauche et l'Arnave sur sa rive droite pénètre dans la retenue du barrage de Garrabet puis passe sous le pont du Diable.
Au-delà, la rivière reçoit encore le Sios sur sa rive droite avant d'arriver à Foix, préfecture de l'Ariège célèbre pour son château comtal au pied duquel elle rencontre en rive gauche son dernier affluent montagnard : l'Arget. Au terme de son parcours montagnard, l'Ariège roule alors autour de 45 m3, pour un bassin d'environ 1 500 km2 ce qui représente un drainage important (30 l/s/km2).
La vallée de l'Ariège présente de hautes falaises calcaires creusées d'innombrables grottes qui servirent de gîte à l'homme préhistorique ou de refuge pendant les guerres de Religion.

### Un parcours de plaine

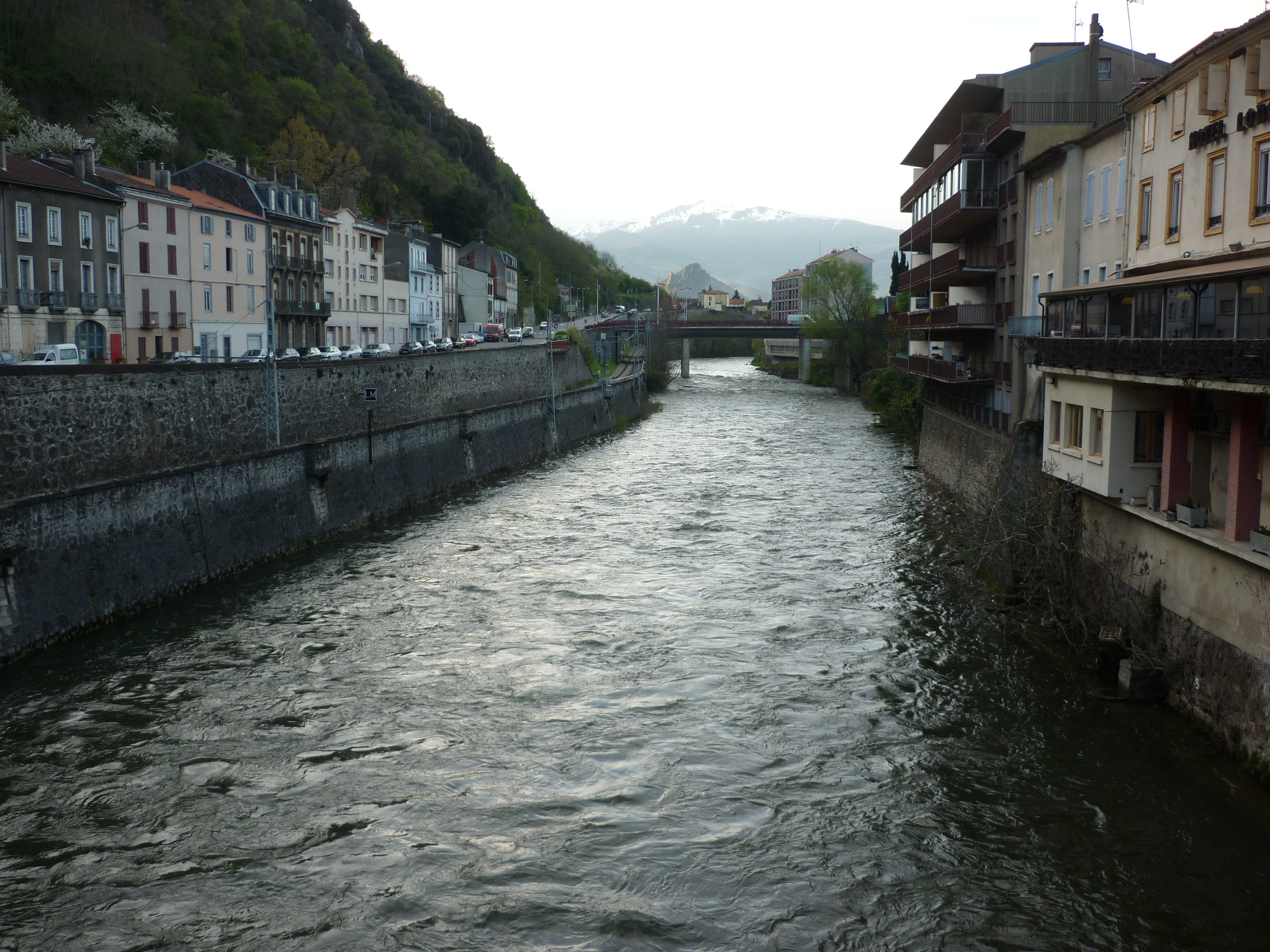
L'Ariège à Foix.

Après les cluses de Foix et de Saint-Jean-de-Verges à travers le Plantaurel, commence la plaine de Basse Ariège où la rivière traverse les villes de Varilhes, Pamiers et Saverdun. Au-delà, elle quitte le département de l'Ariège et entre dans la Haute-Garonne juste avant de rencontrer l'Hers-Vif sur sa rive droite en amont de Cintegabelle.
Alors que l'Ariège n'avait rencontré depuis Foix d'autres affluents que des ruisseaux temporaires (Estrique, Crieu…) qui n'avaient que peu augmenté son débit, elle reçoit avec l'Hers-Vif la plus grosse contribution qui lui aura été versée : 15 m3 en moyenne, ce qui porte son débit à 63 m3/s. Outre cette augmentation notable du module, l'Hers-Vif modifie le régime de l'Ariège. En effet, bien que ses sources se trouvent vers 2 000 m d'altitude dans le massif de Tabe (2 368 m), l'Hers présente un régime pluvial avec des hautes eaux d'hiver et de début de printemps (de décembre à avril ou mai), alors que l'Ariège a un régime nival avec des hautes eaux d'avril à juillet à la fonte des neiges, mais des débits plus faibles au cœur de l'hiver (rétention nivale). La combinaison de ces deux régimes complémentaires confère à l'Ariège un débit plus régulier et abondant une grande partie de l'année.
Cependant les étiages généralement faibles de l'Hers peuvent se répercuter sur l'Ariège et accentuer les déficits en période sécheresse, ce à quoi remédient le soutien d'étiage à partir des réserves de Montbel (Hers) et des barrages de montagne (Ariège).
Après Cintegabelle, l'Ariège traverse encore Auterive et Venerque, reçoit la Lèze, son dernier affluent notable (2 m3/s) en rive gauche, et se jette dans la Garonne (rive droite) en face de Portet-sur-Garonne, au Sud de Toulouse. 
La contribution de l'Ariège (environ 75 m3) permet à la Garonne de devenir un véritable fleuve et d'atteindre un débit moyen de 200 m3/s à Toulouse.

### Départements et principales communes traversés
- Pyrénées-Orientales : Porta, Porté-Puymorens
- Ariège : L'Hospitalet-près-l'Andorre, Ax-les-Thermes, Les Cabannes, Tarascon-sur-Ariège, Montgailhard, Foix, Varilhes, Pamiers, Saverdun
- Haute-Garonne : Cintegabelle, Auterive, Venerque, Labarthe-sur-Lèze, Pins-Justaret, Pinsaguel

### Bassin versant
L'Ariège traverse trente-quatre zones hydrographiques pour une superficie totale de 4 135 km2. Ce bassin versant est constitué à 52,68 % de « forêts et milieux semi-naturels », à 44,87 % de « territoires agricoles », à 2,13 % de « territoires artificialisés », à 0,31 % de « surfaces en eau ».

### Organisme gestionnaire
L'organisme gestionnaire est le SYMAR ou Syndicat mixte d'aménagement des rivières : Haute Ariège, Vicdessos, pays de Foix.

## Principaux affluents
| - Rive droite : - l'Oriège : 21,8 km - la Lauze : 14,1 km - L'Arnave : 10,9 km - Le Sios : 16,5 km - L'Alses : 11,8 km - Ruisseau de Dalou : 12,3 km - le Crieu : 34,8 km - La Galage : 19,3 km - L'Hers-Vif : 134,9 km - l'Aïse ou hyse : 29,3 km - Ruisseau de Cassignol : 11,7 km | - Rive gauche : - Ruisseau du Najar : 13,7 km - Ruisseau de Lavail : 11,3 km - l'Aston : 23,5 km - le Vicdessos : 36,8 km - Ruisseau de la Courbière : 15,7 km - Le Saurat : 15,6 km - l'Arget : 23 km - Ruisseau de Carol : 13,4 km - L'Estrique : 16,5 km - la Lansonne: 10 km - La Jade : 15,1 km | - - Ruisseau de Calers : 13,8 km - La Mouillonne : 19,9 km - La Lantine : 10,6 km - Le Rieutort : 9,9 km - l'Aure : 14,7 km - la Lèze : 70,2 km - Ruisseau du Haumont : 11,5 km |  |

## Hydrologie
Son régime hydrologique est dit nival.

### L'Ariège à Pinsaguel
Le débit de l'Ariège a été observé pendant une période de 30 ans (1911-1940), à Pinsaguel, localité du département de la Haute-Garonne, située près de son confluent avec la Garonne. La surface ainsi étudiée est de 4 120 km2, c'est-à-dire environ la totalité du bassin versant de la rivière, à 4 135 km2.
Le module de la rivière à Pinsaguel est de 76,4 m3/s.
L'Ariège présente des fluctuations saisonnières de débit typiques des grandes rivières de haute montagne. Les hautes eaux se déroulent au printemps et poussent le débit mensuel moyen à des niveaux situés entre 113 et 156 m3/s, d'avril à juin inclus, et sont liées avant tout à la fonte des neiges. Dès le mois de juillet, le débit diminue rapidement (65,6 m3/s) pour aboutir à la période des basses eaux. Celles-ci ont lieu en été et en automne, de fin juillet à fin octobre, avec une baisse du débit moyen mensuel allant jusqu'à 28,6 m3/s au mois de septembre, ce qui reste d'ailleurs très consistant.

### Étiage ou basses eaux
Le VCN3 peut chuter jusque 15 m3/s, en cas de période quinquennale sèche, ce qui est encore très satisfaisant et très loin d'être sévère.

### Crues
D'autre part les crues peuvent être extrêmement importantes. La série des QIX n'a pas été calculée, mais la série des QJX l'est. Les QJX 2 et QJX 5 valent respectivement 550 et 760 m3/s. Le QJX 10 est de 900 m3/s, le QJX 20 de 1 000 m3/s, tandis que le QJX 50 atteint pas moins de 1 200 m3/s.
Le débit journalier maximal enregistré à Pinsaguel durant cette période de 30 ans, a été de 1 030 m3/s le 6 février 1919. En comparant ce chiffre aux valeurs des différents QJX de la rivière, il apparaît que cette crue était d'ordre vicennal et donc destinée à se répéter tous les 20 ans en moyenne.

### Lame d'eau et débit spécifique
La lame d'eau écoulée dans le bassin de l'Ariège est de 586 millimètres annuellement, ce qui est élevé, largement supérieur à la moyenne d'ensemble de la France (320 millimètres par an), et supérieur aussi à l'ensemble du bassin versant de la Garonne (384 millimètres par an au Mas d'Agenais). Le débit spécifique (ou Qsp) atteint 18,6 litres par seconde et par kilomètre carré de bassin.

## Aménagements et écologie

### Faune aquatique
Quelques espèces rencontrées dans l'Ariège : la brème (Abramis brama), le brochet (Esox lucius) ou encore le chevaine (Squalius cephalus).

### Activités touristiques
| - Canoë-kayak - Rafting - Wakeboard | - Pêche sportive ou de détente - Hydrospeed - Ski nautique |  |